# Murfreesboro, Arkansas
Murfreesboro là một thành phố thuộc quận Pike, tiểu bang Arkansas, Hoa Kỳ. Năm 2010, dân số của thành phố này là 1641 người.

## Dân số
- Dân số năm 2000: 1764 người.
- Dân số năm 2010: 1641 người.